# Delfín Fernández
Delfín Fernández es un exagente de la contrainteligencia cubana. Estuvo trabajando durante 15 años para la seguridad cubana  bajo el nombre de Otto. Desertó en España en 1999 durante una misión. Desde entonces se ha dedicado a mostrar al mundo los secretos tan bien guardados de la familia Castro, cómo viven, sus gustos, su seguridad, y ha mostrado cientos de fotos de este círculo tan secreto de Fidel Castro y su hermano Raúl.
Entre otras revelaciones, Fernández ha dicho que la familia Castro tiene un plan de emergencia para la eventualidad de que deban abandonar Cuba rápidamente, planeando radicarse en Chile o en España.